# 大友宗麟〜心の王国を求めて
『大友宗麟〜心の王国を求めて』（おおともそうりん こころのおうこくをもとめて）は、2004年1月4日にNHK総合テレビにて放送された特別枠の時代劇。地上波では同年1月12日の成人の日に再放送されたのみである。他、CSで再放送されている。
2003年2月に製作発表したときのタイトルは『大友宗麟〜平和を求めた戦国大名』だったが、改題された。
視聴率は関東で11.4%、関西は10.8%、地元の大分県では30.8%であった。

## 概要
原作は、作家・遠藤周作が執筆した小説『王の挽歌』で、北九州の戦国大名・大友宗麟の生涯を描いたドラマである。それまで大河ドラマおよび時代劇では題材にされなかった「九州地方を舞台とした戦国時代劇」で注目を集めた。
地元・北九州での関心は高く、大友宗麟とは縁の薄い福岡県でも18%に達している。大分県の臼杵磨崖仏や宇佐神宮等の名所がロケ地に使われた。

## あらすじ
天正15年（1587年）、大友宗麟は千利休の仲介により、大坂城にて豊臣秀吉に謁見を許された。危険を冒し大坂に来たのは、長年支配していた豊後国を島津氏に攻められ、存亡の危機に立っていたからである。いずれは大友氏の廃絶も目論む秀吉の尊大な態度を前にして、宗麟は、過去の様々なことを思い出し始める…。
豊後国の守護という名家の嫡男・義鎮は、側室との間の子・塩市丸を跡継ぎにしようとする父・義鑑に理不尽な扱いを受け、廃嫡されかかっていた。それを不満に思う家臣が義鑑を暗殺したため、無事当主に擁立された義鎮であったが、戦国乱世の中で次第に心はすさんでいく。その中で、城下を歩く小汚い異人に義鎮は目が止まる。正室・矢乃の方が罵倒したその人物こそ、フランシスコ・ザビエルであった。

## スタッフ
- 原作：遠藤周作『王の挽歌』（新潮社）上巻：ISBN 4101123330　下巻:ISBN 4101123349
- 脚本：古田求
- チーフディレクター：望月良雄
- チーフプロデューサー：木田幸紀
- 音楽：千住明
- 時代考証：鹿毛敏夫

## キャスト
- 大友義鎮→宗麟：松平健
- 矢乃の方：財前直見
- 露（矢乃の方の侍女→宗麟正室）：宮本真希
- 楓の方（服部右京亮正室→宗麟側室）：麻生祐未
- 臼杵鑑速：田村亮
- 田原親賢（矢乃の方の兄）：村井国夫
- 入田親誠：阿藤快
- 仲屋宗悦（宗麟の御用商人）：大鶴義丹
- 大友晴英→大内晴英：坂上忍
- 一万田鑑相（鑑実の父）：石田太郎
- 吉岡長増：塩野谷正幸
- 吉弘鑑理：壌晴彦
- 服部右京亮：河西健司
- 大友義統：仁科克基
- フランシスコ・ザビエル：ラス・ブレザー
- たに：占部房子
- 臼杵治元:竹田寿郎
- 市川兵庫：大和屋疎石
- 高橋鑑理：佐和タカシ
- 小少将：北川えり
- 豊臣秀吉：片岡鶴太郎
- 千利休：林与一
- 大友義鑑：細川俊之
- 戸次鑑連：佐藤慶